# Orbe (Vaud)
Pour les articles homonymes, voir Orbe.
Orbe est une commune suisse du canton de Vaud, située dans le district du Jura-Nord vaudois, sur le cours d'eau qui lui a donné son nom, l'Orbe.

## Géographie

### Localisation

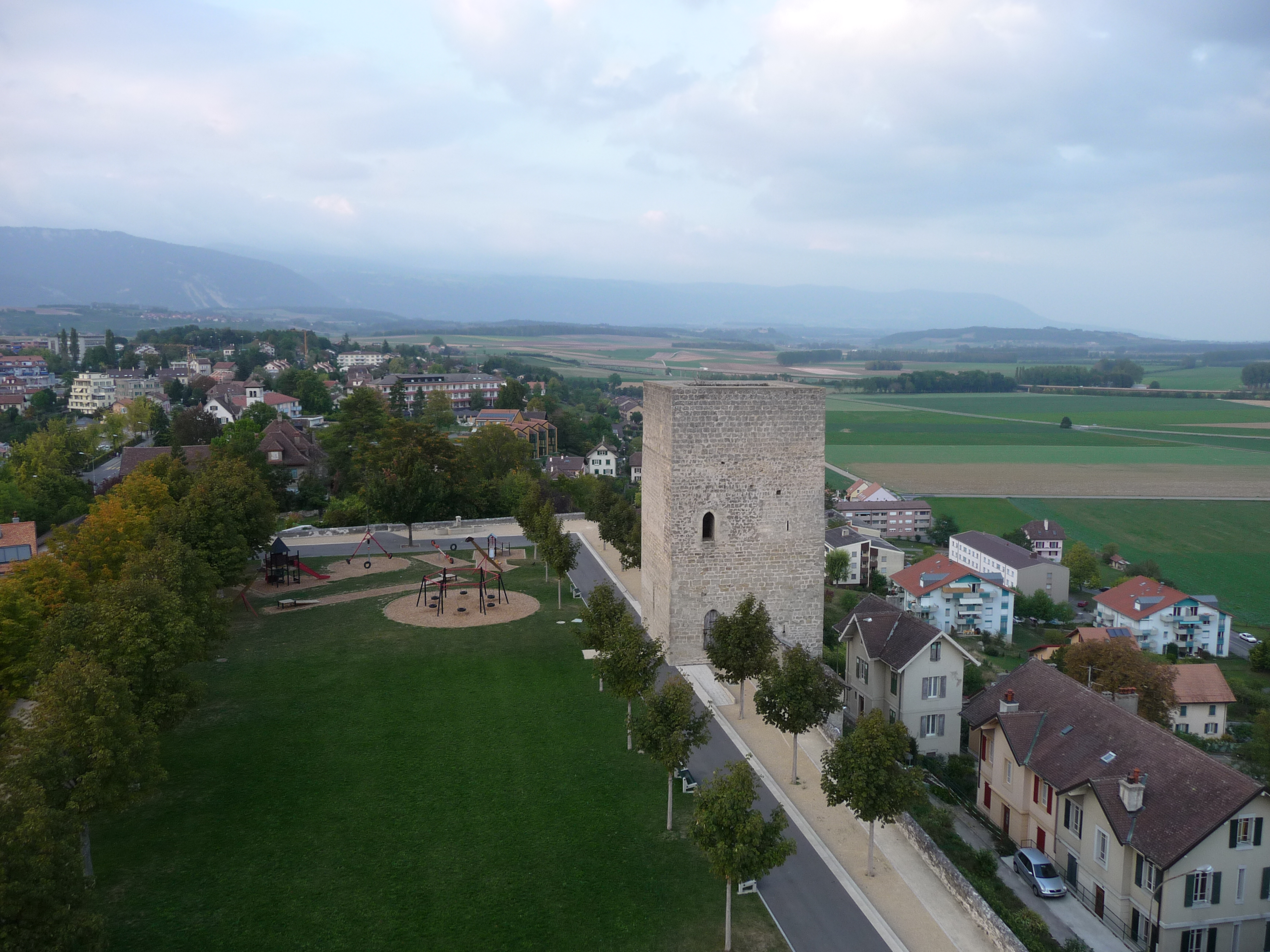
Orbe, la place du château depuis la Tour ronde.

Vue aérienne (1949).

Climat continental. Altitude 480 mètres. Le  Jura influence fortement la nébulosité en été ainsi que les températures.

## Toponymie
Urba (env. 280) ; iuxta Urbem super lacum (env. 400) ; castrum quod Urba dicitur (866) ; actum Urbem (1010) ; Stephanus de Orba (1193).
in Urba que vocant Tabernis (966) ; in villa Tavellis quam alio nomine Urbam vocant (1011).
La commune tire son nom de la rivière Orbe, mentionnée dès 916 sous la forme fluvio Urba. Ce toponyme remonte sans doute à une forme prélatine *Urba dont le sens et l'origine restent inexpliqués. La recherche récente a en effet montré que les explications anciennes doivent être rejetées.
La forme Tavel, ancienne dénomination parallèle à celle d'Orbe, est apparenté à la forme Tafers/Tavel que l'on rencontre dans le canton de Fribourg, et au hameau de Tavel, voisin de Montreux. Les scribes médiévaux traduisent parfois Tabellis par Tabernis. Taberna est en effet  bien attesté en galloroman comme nom propre et comme toponyme. Il faut sans doute rapprocher cette forme du latin tardif tabellus « plaque, petite planche », qui a pu évoluer en signe d'auberge, et donc en tavel, « auberge ».

## Héraldique
De gueules à deux bars adossés d'or. Les armoiries de cette commune figurent déjà sur la façade de l'église, du début du XVIe siècle, et sur des sceaux de la même époque. Ce sont les armoiries de la famille de Montfaucon, à laquelle l'empereur Frédéric Barberousse a donné une moitié d'Orbe vers 1168, et qui acquit le reste en 1255.

## Histoire
Orbe, nommée en premier lieu « Urba », deviendra une résidence royale sous les rois de France après avoir été la capitale d'un des quatre cantons primitifs du pays décrit par César. Le climat tempéré, la présence de pâturages, d'une rivière, d'un lac, en bordure de vastes forêts et à proximité d'un défilé qui mène à l'Helvétie du Séquanais font de ce lieu un endroit idéal de villégiature. Elle était aussi connue sous le nom de Taverne dans une charte de 1019 : « Villa Tabernis, quae alio nomine propter fluvium ibidem defluentem Urba appellatur (près d'une ancienne voie romaine était Taverne, qui s'appelle aussi Orbe, à cause de la rivière sur laquelle elle est située) ».

### La légende d'Urba
La légende raconte que sa fondation, au VIe siècle av. J.-C., est le fait de Segovesos (notable gaulois considéré comme légendaire, mentionné dans l’Histoire romaine de Tite-Live). Lui et son frère Bellovesos sont envoyés par leur père, le roi Ambigatos qui règne sur le peuple celte des Bituriges, rechercher de nouveaux territoires. Le second passe les Alpes et s’installe dans le nord de l’Italie où les Gaulois sont à l’origine de la fondation de Milan. Le premier prend la direction de la forêt Hercynienne. Cette forêt est décrite par Jules César, dans un chapitre consacré à la description des Germains, l'un des peuples qu'il combat lors de sa conquête de la Gaule. Il évoque « les terres les plus fertiles de la Germanie », qu'il situe « près de la forêt Hercynienne ». Il fait mention à cette occasion de quatre cantons ou Pagi, il en nomme deux : pagus Tigurinus (Zurich) et pagus Urbigenus (Orbe) ; Strabon, géographe grec, complète avec ceux de Zug et d'Avenches. La Germania superior (Germanie supérieure ou Haute Germanie) comprend les bords du Rhin, rive gauche, au sud de Bonn (ancien département de Rhin-et-Moselle), la plaine du Palatinat, l’Alsace, la Franche-Comté ainsi que, approximativement, la moitié occidentale de la Suisse et la moitié orientale de la Bourgogne. César la décrit comme suit :
« La largeur de cette forêt d'Hercynie, dont il vient d'être fait mention, est de neuf journées de marche accélérée, et ne peut être autrement déterminée, les mesures itinéraires n'étant point connues des Germains. Elle prend naissance aux frontières des Helvètes, des Némètes et des Rauraques, et s'étend, en suivant le cours du Danube, jusqu'aux pays des Daces et des Anartes : de là elle tourne sur la gauche, en s'éloignant du fleuve ; et, dans son immense étendue, elle borde le territoire d'une foule de nations ; il n'est point d'habitant de ces contrées qui, après soixante jours de marche, puisse dire avoir vu où elle finit, ni savoir où elle commence. »

### Le patrice d'Orbe
Des premiers siècles d'existence de la ville il n'y a pas de trace. C'est à partir du IIe siècle qu'Antonin le Pieux en fait mention la situant sur la voie romaine allant de Milan à Strasbourg par les Alpes et la plaçant entre Lausanne et Pontarlier. À peu de distance d'Orbe, sur la route d'Yverdon, s'élevaient des habitations romaines dont il ne reste que des mosaïques :
- La première, d'une dimension de six mètres vingt sur deux mètres vingt, représente un chariot à quatre roues tiré par deux bœufs et accompagné de personnages[7].

- La seconde, mesurant trois mètres sur deux, est formée de carrés blancs, noirs et gris avec des losanges et des feuilles[7].

- La troisième, de forme carrée de quatre mètres trente de côté, représente des scènes de chasse sur chaque côté : sur le premier deux hommes lâchent des lévriers et un bouledogue sur un sanglier ; sur le second un chien court après un cerf une panthère et deux biches ; sur le troisième on voit un ours, un buffle, un lion et deux chevaux sauvages. Le centre est occupé par treize médaillons octogones représentant des personnages : Vénus, Apollon, Diane, Jupiter, Mercure, Saturne, Mars, Ganymède, Narcisse, un buste d'homme aux pieds de cheval et une queue de poisson, un autre buste d'homme se terminant par deux queues de poisson, un autre buste humain avec deux pieds de reptile et une queue de poisson, un autre buste aux pattes d'animal[7].

À cette époque Aventicum (Avenches) devenait la première ville du canton de Vaud (pagus Aventicencis) nommé auparavant du nom d'Orbe (pagus Urbigenus). Vers le VIe siècle la ville devient une cité importante de la « Transjurane » ou « Outre la Joux », qui deviendra avec le sacre de Rodolphe Ier de Bourgogne le royaume de Bourgogne, et un gouverneur, ou patrice (commandant des armées burgondes, il se place juste après le maire du palais qui est un proche collaborateur du souverain), y est installé.
Liste des Gouverneurs de la Transjurane :
- Mummolus ou Mommolus : ( † 585), d'origine gallo-romaine, fils du comte d’Auxerre Pœonius (Péone), comte d’Auxerre lui-même à partir de 561, général et Patrice et gouverneur de la Transjurane au service de Gontran, roi franc de Bourgogne de 569 à 581.

- Theudefried ou Dietfried : ( † 592), en 574 il livre un combat à Bex contre les Lombards commandés par Thaloard.

- Waldelène ou Vandelmar ou Vandelin, (vers 531 - † 604 ou 615), originaire d'Orbe. Avec sa femme Aelia Flavia il adhère au christianisme, ami de Colomban, il le choisit pour parrain puis précepteur de son fils Donat.

- Protade : ( † 605), d'origine Romande il doit son intronisation aux intrigues de la reine Brunehaut dont il fut l'amant. Après une année au siège de gouverneur il est nommé maire du palais de Thierry II. Il meurt massacré par la main de Welf, seigneur de la Transjurane.

- Welf : assassiné par la reine Brunehaut pour venger son amant.

- Thidilane (ou Theudelinde ou Theulane) : sœur cadette du roi Thierry II, petite fille de Brunehaut. Elle accède à ce poste à l'âge de vingt ans et fait sa résidence à Orbe de 604 à 614. Elle agrandit la ville, y bâtit des églises et fait ériger un pont sur la rivière.

- Herpon : grand maître de l'écurie de Clotaire. Il périt assassiné par Aletheus, patrice des Alpes et Leudemond, évêque de Sion.

- Arnobert.

- Ramelin : gouverneur de 631 à 645

- Willibald : dernier patrice de la Transjurane. Il est tué par le maire du Palais Flavoat à Autun.

En 753 le pape Étienne II s'arrête au château d'Orbe lors de son voyage pour rencontrer Pépin le bref à Ponthion, c'est dans cette époque qu'Orbe perd sa primauté dans la Transjurane. En 856, après la mort de Lothaire Ier son royaume est divisé entre ses trois fils, c'est Lothaire II qui hérite des terres de l'ancienne Transjurane. En 864 il installe à Orbe Hucbert, abbé de Saint-Maurice d'Agaune et frère de sa femme la reine Teutberge, il devient ainsi comte de Bourgogne Transjurane. En 866 il est tué lors de la bataille qu'il livra à Orbe contre Conrad. Ce dernier prend le gouvernement de la Transjurane et le remettra à son fils Rodolphe Ier de Bourgogne qui prit le titre de roi de Bourgogne Transjurane de 888 à 911. En 877, lors de son expédition à Rome, Charles le Gros s'arrête dans la ville lorsque Adalgaire, évêque d'Autun, le rejoint pour lui remettre les actes du synode de Rome par lesquels le pape ratifie son sacre d'"empereur des Romains". deux ans plus tard il y revient et reçoit ses deux frères Louis et Carloman. Orbe est une des étapes de la Via Francigena, chemin de pèlerinage menant à Rome. Elle est mentionnée à ce titre par Sigéric de Cantorbéry, en 990, avec la mention LV Urba (numéro d'étape en partant de Rome). En 999, c'est Adélaïde de Bourgogne, veuve d'Othon le Grand, qui vient faire un séjour au château de sa ville natale.
Au début du XIe siècle Rodolphe III dernier roi de Bourgogne, par la charte de Vevey faite en 1011 donne à l'évêché de Lausanne le comté de Vaud dont l'avoué (chargée de la protection et de la représentation juridique d'une institution ecclésiastique) n'est autre qu'un membre de la Maison de Zähringen. À cette date la donation comprend le château avec le bourg inférieur ("vicus orba") près du vieux pont, ainsi que le faubourg d'en-haut (« vicus Tavelis ») nommé anciennement "Taberna" ; le bourg d'en-bas (« vicus orba ») est remis au couvent de Romainmôtier qui possède déjà l'hôpital Notre-Dame d'Orbe, fondé vers le Xe siècle.

### La confédération des III cantons
Au cours du XIIIe siècle, l'évêque de Lausanne Jean de Cossonay se trouvant en but contre Philippe Ier de Savoie, perd le pays de Vaud. La ville passe ensuite à la maison de Montfaucon, alliée aux comtes de Savoie, en reconnaissance de son  attachement à l'empereur Frédéric Barberousse qui  donne à Amédée II de Montfaucon une partie du territoire d'Orbe. Puis à celle de la Chalon-Arlay par le mariage de Jeanne de Montfaucon, fille d'Étienne de Montfaucon, avec Louis II de Chalon-Arlay. Ainsi, à cette époque, la seigneurie d'Orbe forme une enclave bourguignonne dans le pays de Vaud relevant de la Maison de Chalon, ceux-ci restant vassaux du duc de Savoie pour les terres d'Échallens toutes proches.
Vers la fin du XIIIe siècle, des troubles importants secouent la Suisse, ce qui a pour résultats la formation de la confédération des III cantons et son incursion dans le pays Vaudois. En 1475, les confédérés se présentent devant Orbe et se voient remettre les clés de la ville alors que la garnison du château, comptant trois à quatre cents hommes avec à leur tête Nicolas de Joux, fait feu sur la ville pour en chasser les confédérés. Après une lutte acharnée et sans merci, la forteresse tombait. Dix ans plus tard, Orbe ainsi que Grandson, Échallens et Morat se voyaient remettre aux cantons de Fribourg et de Berne qui entreprirent de gouverner ce territoire à tour de rôle tous les cinq ans. Dès lors il est question du « bailliage médiat d'Orbe » (c'est le seigneur d'Orbe qui nomme le bailli de sa ville ainsi que celui d'Échallens) qui deviendra le « bailliage d'Échallens ».

### La Réforme protestante

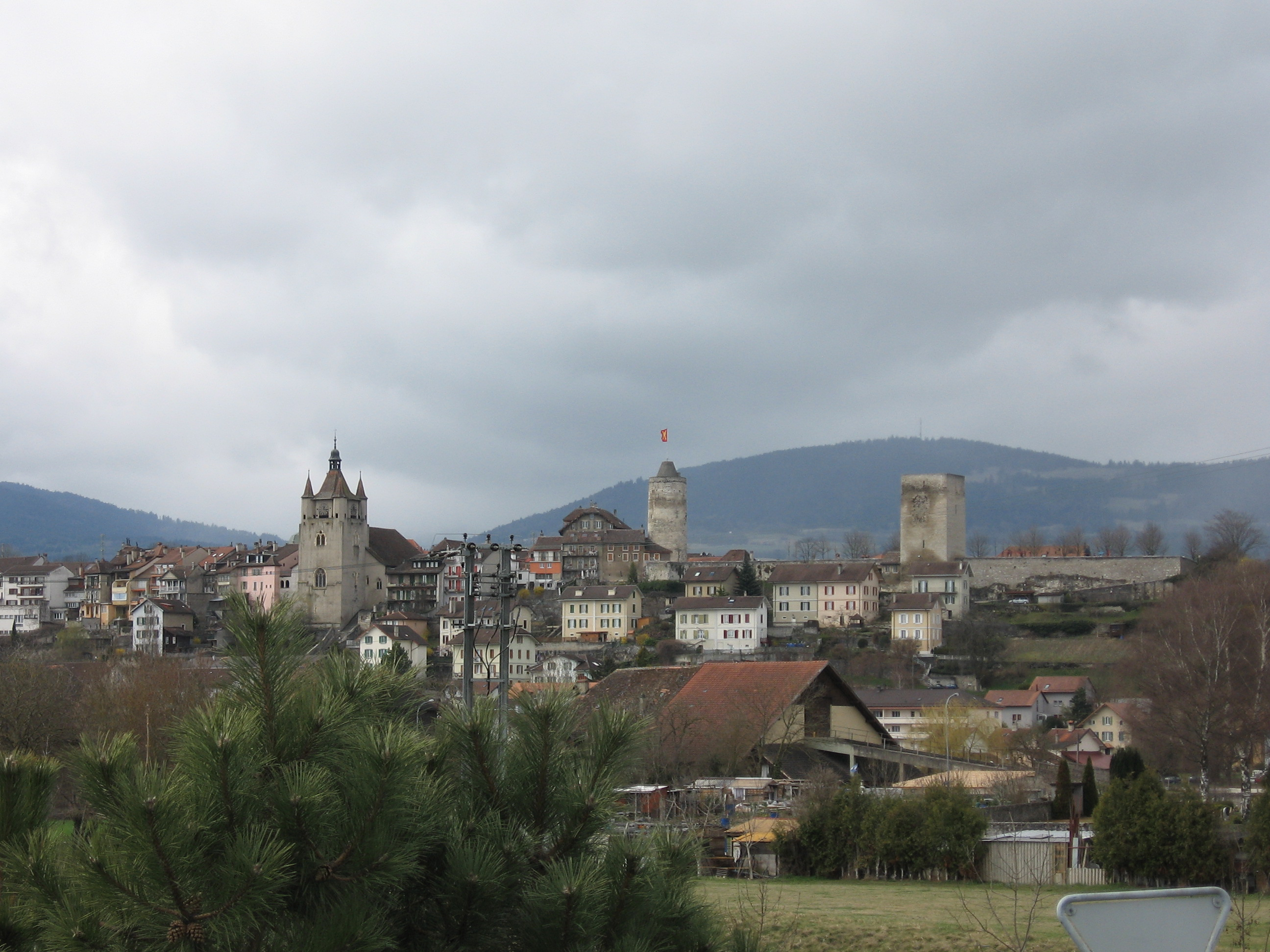
Vue de la vieille ville d'Orbe.

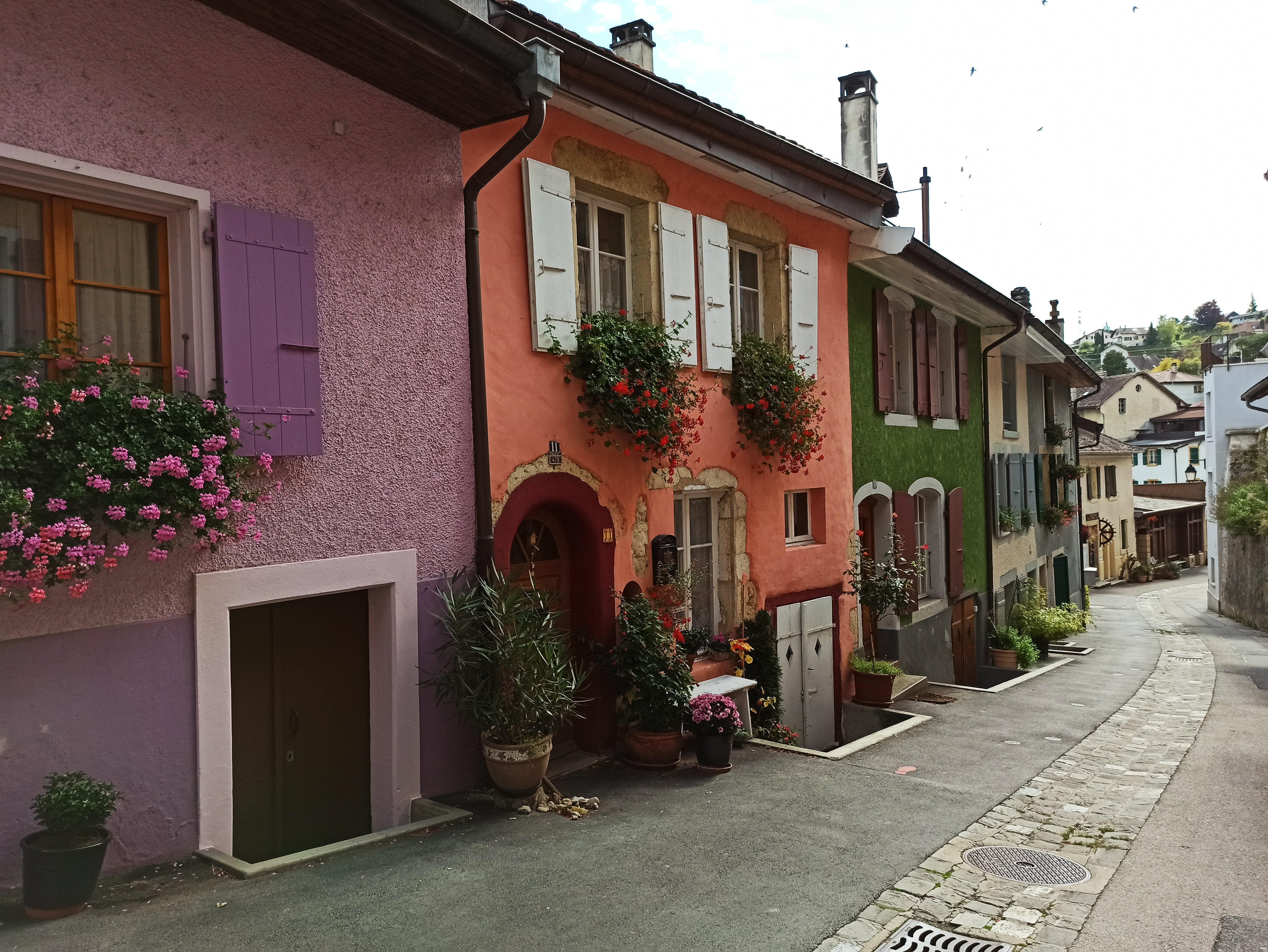
Orbe, façades colorées à la rue du Moulinet

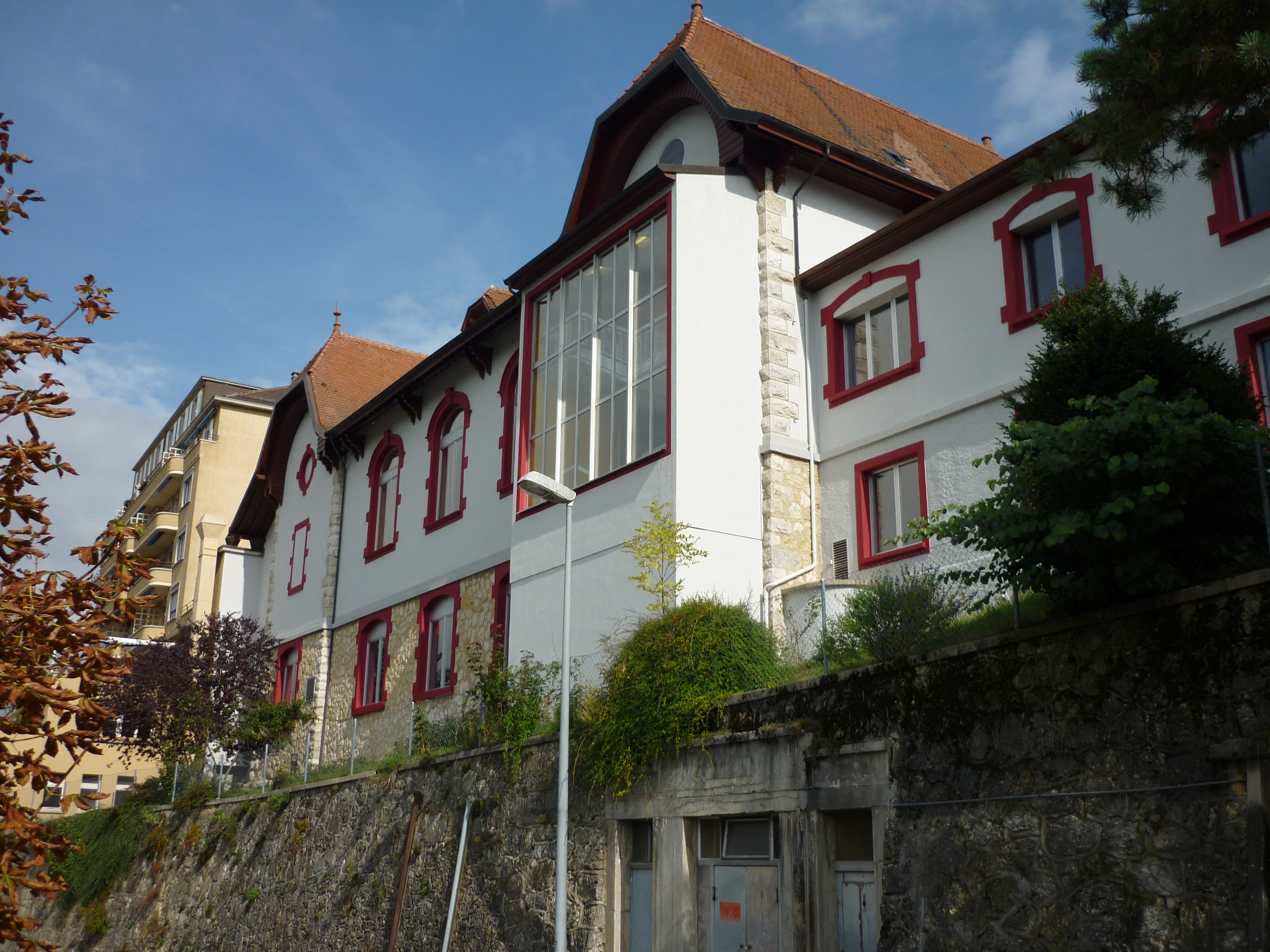
Le Casino.

L'année 1531 voit venir Guillaume Farel à Orbe pour prêcher la réforme protestante. Lors de son séjour il rencontre Pierre Viret, natif de la ville, qu'il convertit et qui deviendra une figure importante ce mouvement, il fera son premier prêche dans sa ville natale le 6 mai 1531 à l'âge de vingt ans. Pour faire face, les catholiques réussirent à convaincre le Grand-Banneret d'Orbe de convoquer la commune afin que chacun puisse dire s'il voulait suivre la nouvelle religion ou garder l'ancienne. Petit à petit les villages penchaient pour la réforme tant et si bien qu'Orbe fut rejoint par Grandson au bout de quelques mois puis par Échallens. La ville d'Orbe passe à la réforme par un vote du "plus" le 30 juillet 1554. En 1544, lorsque Orbe rejoint la Confédération des XIII cantons, les deux couvents qu'elle compte, celui des Cordeliers et celui des religieuses de Sainte Claire, voient leurs religieux chassés et les bâtiments transformés en maison de la ville pour l'un et en collège pour l'autre.

## Population

### Gentilés et surnoms
Les habitants de la commune se nomment les Urbigènes, rarement les Orbinouches (anciennement les Orbigeois).
Ils sont surnommés Lè Gaula (les crottés, proprement ceux qui se mouillent le bas des habits en patois vaudois), et les Caquères (au sens de latrines).

### Démographie
La commune compte 7 842 habitants au 31 décembre 2023, pour une densité de population de 652 hab./km2 .
| 1416     | 1798            | 1850            | 1900            | 1950            | 1980            | 2000            | 2010            | 2020            |
| -------- | --------------- | --------------- | --------------- | --------------- | --------------- | --------------- | --------------- | --------------- |
| 266 feux | 1 662 habitants | 1 923 habitants | 2 080 habitants | 3 565 habitants | 3 985 habitants | 5 139 habitants | 6 242 habitants | 7 030 habitants |

## Patrimoine bâti
- Orbe, sa rivière éponyme et les anciens moulins Rod, avec leur passerelle.Église réformée Notre-Dame d'Orbe

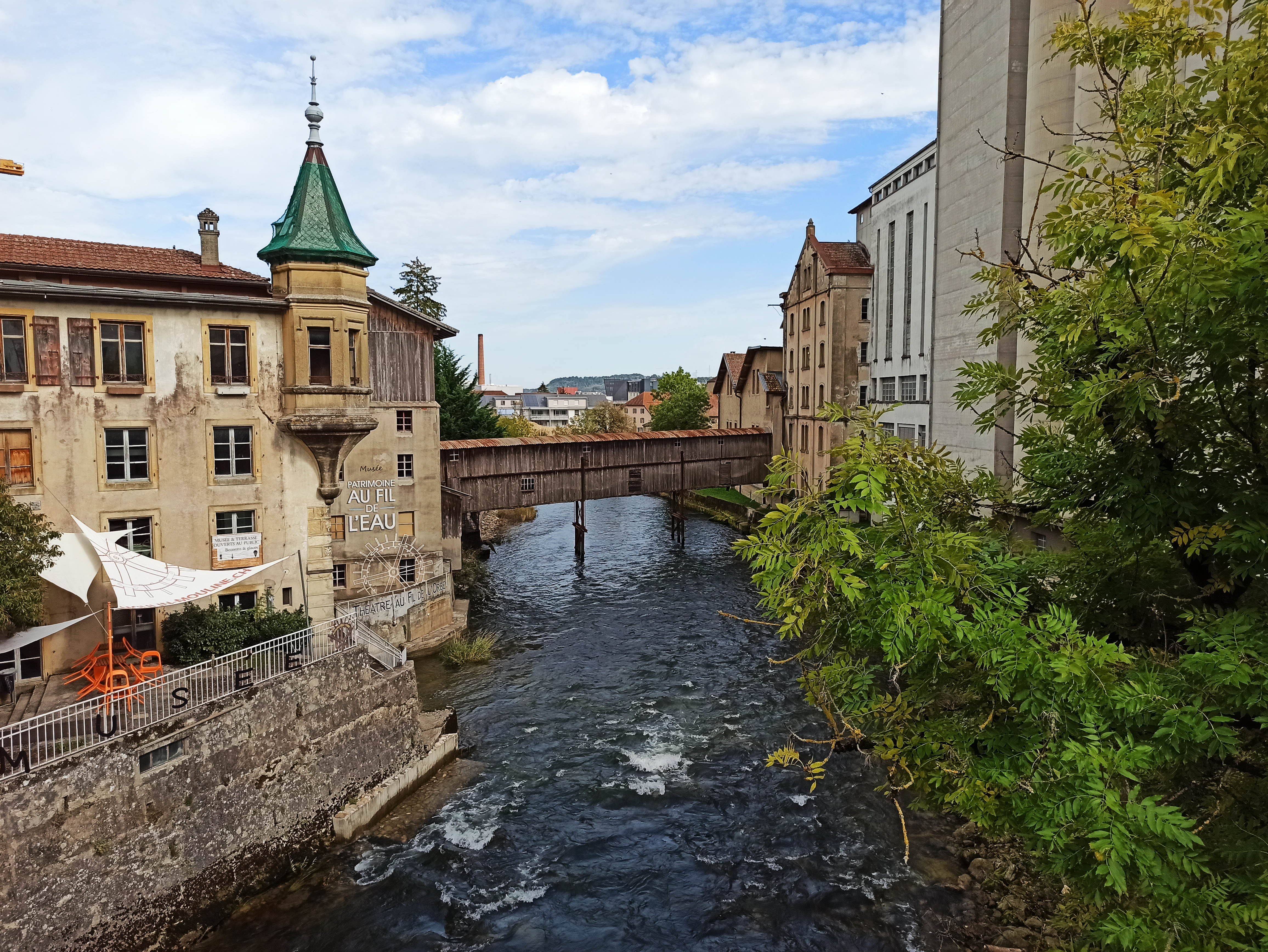
Orbe, sa rivière éponyme et les anciens moulins Rod, avec leur passerelle.

- La Villa gallo-romaine d'Orbe-Boscéaz
- Le château d'Orbe[19]
- La fontaine du Banneret sur la place du Marché, statue de 1543 due au maître maçon Antoine Lagniaz
- L'hôtel de ville d'Orbe[20]
- Le Prieuré (ancien grenier bernois), élevé par l'architecte Gabriel Delagrange en 1758-1760[21].

Vue partielle de la place du Marché avec la fontaine du Banneret. Photographie prise par Max van Berchem en 1898

Vue d'ensemble de la façade d'une maison de la Grand-Rue. Photographie prise par Max van Berchem en 1898

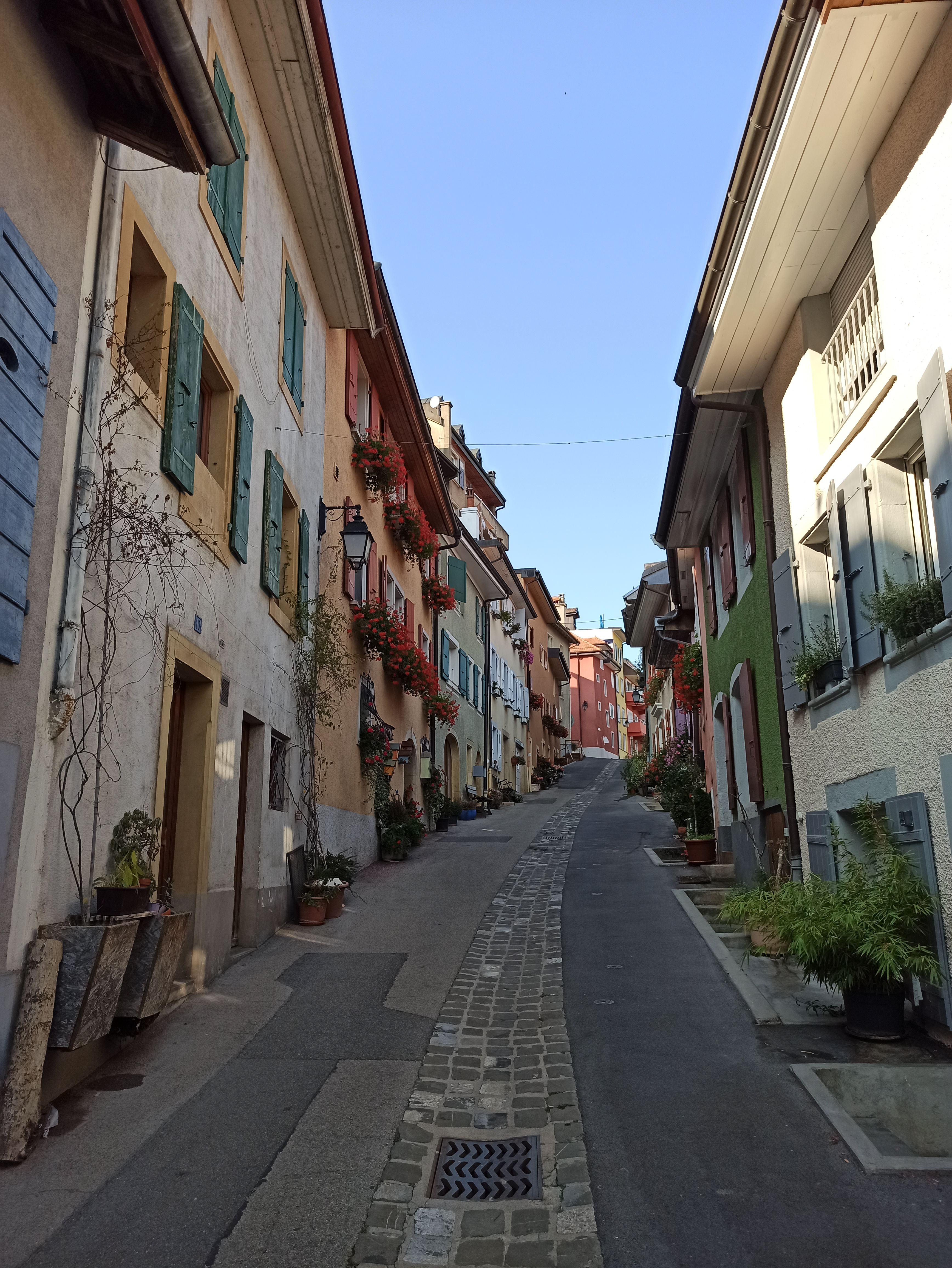
Orbe, la pittoresque rue du Moulinet

- Le pont des Moulinets
- Le chemin des présidents
- Le puisoir
- Ancien moulin Rod
- La minoterie [22]

## Politique
Le conseil communal (législatif) compte 65 sièges pour la législature 2021-2026. Il est composé de 18 membres du Parti libéral-radical (PLR), 13 membres du Parti socialiste, 13 membres de l'Union libre, 13 membres des Verts et 8 membres de l'Union démocratique du centre (UDC).
Le conseil municipal (exécutif) compte 5 membres pour la législature 2021-2026. Il est composé de Mary-Claude Chevalier (syndic), Serge Berthoud, Didier Zumbach, Jean-Marc Bezençon et Denis Tschannen élu à la suite de la démission de Myriam Schertenleib en 2023.

### Liste des syndics d'Orbe
- ?-1897 : Edouard Spengler, Parti libéral.

- 1898-1904 : François Delure, Parti radical-démocratique.

- 1905-1912 : Louis Reymond, Parti radical-démocratique.

- 1912-1913 : Louis Tallichet, Parti radical-démocratique.

- 1913-1937 : Gustave Bernard, Parti radical-démocratique.

- 1937-1942 : Louis Fertig, Parti radical-démocratique.

- 1942-1943 : Henri Giroud, Parti radical-démocratique, décédé en fonction.

- 1943-1950 : François Nicole, Parti radical-démocratique.

- 1950-1962 : Eugène Bron, Parti radical-démocratique.

- 1962-1969 : Daniel Nicole, Parti radical-démocratique.

- 1969-1981 : Georges-André Millioud, Parti radical-démocratique.

- 1981-1987 : Therese Stockmann, Parti libéral.

- 1987-1990 : Pierre Berger, Parti libéral.

- 1990-2016 : Claude Recordon, Parti libéral, puis Parti libéral-radical (PLR).

- 2016-2021 : Henri Germond, Parti socialiste (PS)
- 2021-actuellement : Mary-Claude Chevalier (Union-Libre)

## Culture
- Fondation et association Pro Urba (défense et valorisation de l'histoire et du patrimoine d'Orbe)
- Les conférences du Musée (Pro Urba, cinq fois par an, exposés sur différents sujets liés au patrimoine du Jura Nord vaudois)
- Journée archéologique (une fois par an, sur le site de la villa gallo-romaine d'Orbe-Boscéaz)
- Théâtre de la Tournelle

- Le Hessel Espace Culturel
- La CCLO commission culturelle et des loisirs d'Orbe, qui organisent des concerts et des spectacles

## Tourisme
- Le vignoble des Côtes de l'Orbe

- Camping TCS
- Villa gallo-romaine d'Orbe-Boscéaz (plus grand ensemble de mosaïques romaines au nord des Alpes)
- Moulins Rod (patrimoine industriel)
- Urba kids (parc de jeux pour enfants)

## Industrie
En 1877, création de l'établissement de la Colonie pénitentiaire d'Orbe. En 1891, constitution de la société anonyme des Usines de l'Orbe, centrale électrique et chemin de fer d'Orbe-Chavornay.
Vers 1900, Nestlé construit une usine à Orbe. Actuellement c'est l'un des trois sites, avec Avenches et Romont, de production de capsules Nespresso. Nestlé y investit en 2009 cinquante millions de francs suisses dans la création d'un nouveau centre mondial de compétences.
Hilcona Gourmet SA y produit une partie de ses aliments surgelés, transformant la bourgade en un nouveau centre agro-alimentaire.

## Accès

### Transports publics

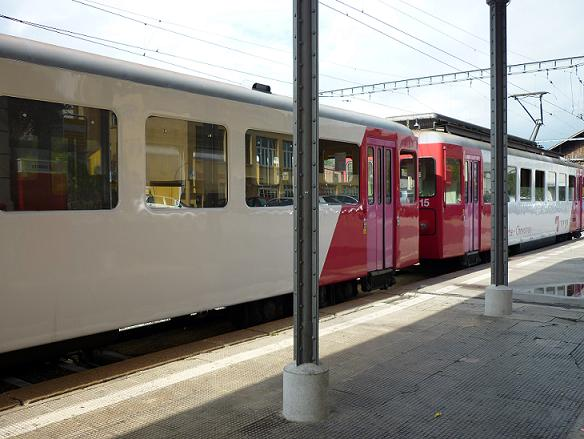
Train OC en gare d'Orbe.

(mars 2012).

#### Train
La ligne Orbe – Chavornay traverse, sur 3km la plaine de l'Orbe pour relier le village à la ligne ferroviaire du pied du Jura en gare de Chavornay où des correspondances sont possibles avec trains régionaux S1 et S5 du RER Vaud.
Cette ligne ne fait que 3 km entre la gare d'Orbe et celle de Chavornay. Elle a pour particularité d'être la première ligne entièrement électrifiée de Suisse et ce dès sa création à la fin du XIXe siècle. La ligne du pied du Jura (Bussigny-Yverdon) passe à 3 km d'Orbe tout comme la ligne Vallorbe-Lausanne. C'est ce qui a poussé la construction de la ligne OC.

#### Bus
Plusieurs lignes interurbaines exploitées par CarPostal et par TRAVYS desservent Orbe :
- Ligne 613 : Yverdon-les-Bains - Vallorbe permettant la correspondance avec les lignes CFF, TGV Lyria et la ligne Vallorbe - Le Brassus en gare de Vallorbe.
- Ligne 680 : Yverdon-les-Bains - Orbe - Croy-Romainmôtier / Arnex-sur-Orbe permettant des correspondances CFF en gare d'Arnex-sur-Orbe, de Croy-Romainmôtier et d'Yverdon-les-Bains.

- Ligne 685 : Orbe - Vallorbe
- Ligne 686 : Orbe - Baulmes donnant correspondance au chemin de fer Yverdon-Sainte-Croix.

De plus, depuis décembre 2011, l'entreprise TRAVYS exploite également un réseau urbain (Urbabus) composé initialement de 4 lignes, réduites aujourd'hui au nombre de 3.
- Ligne 691 : Orbe, Gare - Orbe, Plamont
- Ligne 693 : Orbe, Gare - Orbe, Taborneires (via Orbe, Cimetière à certaines heures)
- Ligne 694 : Orbe, Gare - Orbe, Fleurs de Lys

### Route
Orbe a longtemps été à l'écart des grands axes routiers. La route cantonale 5 Lausanne-Yverdon passe plus à l'est, à travers Echallens et Vuarrens. La route cantonale 9 passe quant à elle à travers La Sarraz et Pompaples, en direction de Vallorbe. La construction de l'autoroute a permis d'améliorer l'accès à la commune. Le Viaduc de l'Orbe part en direction de la jonction d'Essert-Pittet, située à l'est de la plaine, à l'entrée de Chavornay. Cet axe routier est particulièrement utilisé par les "frontaliers" résidant en Franche-Comté voisine et se rendant à Yverdon, Lausanne ou Genève.
- A9 (Brigue-Lausanne-Vallorbe)  3 (Orbe)

- Route cantonale 252 - Orbe-Ballaigues

- Route cantonale 276 - Orbe-Yverdon

- Route cantonale 284 - Orbe-Croy

- Route cantonale 288 - Orbe-Orny

- Route cantonale 293 - Orbe-Chavornay-Vuarrens

## Santé
L'Hôpital d’Orbe est un centre de traitements et de réadaptation (CTR). Il fait partie des EHNV (Établissements Hospitaliers du Nord Vaudois). Il dispose d'un service de soins palliatifs spécialisés, d'une unité de gériatrie-réadaptation, d'une permanence médico-chirurgicale ainsi que d'un service de radiologie de base. Il possède également une unité d’accueil temporaire (UAT Le Verger) qui offre aux personnes âgées de la région repas, soins et programme d’activités.

## Établissements pénitentiaires
Plusieurs établissements pénitentiaires vaudois sont installés sur le territoire du village : les établissements de la plaine de l'Orbe et la prison de la Croisée. En 2018, le Conseil d'État vaudois annonce son intention de concrétiser le projet de construire un nouvel établissement au sein du complexe existant,.

## Personnalités liées à la commune
(mars 2012).
- Adélaïde de Bourgogne, Sainte Adélaïde ou Sainte Alice, née à Orbe vers l'an 931.

- Agénor de Gasparin, théologien protestant, se retirait souvent à Valeyres pour écrire.

- Benjamin Carrard (1730-1749), ministre suisse.

- Bernard Campiche installe sa maison d'édition à Orbe en 1994. Il a déménagé à Sainte-Croix en 2021.

- Pierre Viret, réformateur vaudois né à Orbe en 1511.

- Edmond Davall (1793-1860), forestier suisse.

- Gustave Charles Ferdinand de Bonstetten (1816-1892), archéologue.

- Pierre Mercier, présentateur sportif. Il a été rédacteur en chef de l'Omnibus, journal de la région d'Orbe jusqu'en 2019

- Sylvie la maîtresse décolle[27] (1964-), auteure-compositrice-interprète jeune public.

- Danilo Wyss, (1985), coureur cycliste suisse, membre de l'équipe BMC Racing.

## Sources